# Слободкин, Павел Яковлевич
Павел Яковлевич Слободкин (9 мая 1945, Москва, СССР — 8 августа 2017, Москва, Россия) — советский и российский композитор, музыкальный продюсер, режиссёр, педагог; народный артист Российской Федерации (1993). Основатель и руководитель вокально-инструментального ансамбля «Весёлые ребята» с 1967 до самой смерти в 2017 году.

## Биография и творчество
Павел Слободкин родился в Москве в День Победы 9 мая 1945 года, в музыкальной семье. Отец — виолончелист Яков Павлович Слободкин (1920—2009). Мать — Наталья Слободкина, в прошлом балерина из Саратова. Дядя  — Юлий Павлович Слободкин, советский и российский певец, музыкальный продюсер. Павел Слободкин в три года начал обучаться музыке, в четырнадцать лет - выступать на профессиональной сцене.
Окончил теоретическое отделение музыкального училища, при Московской консерватории.Годы обучения в АМУМГК им. Чайковского: 1960 - 1964.
В 1962—1964 годах Павел Слободкин — музыкальный руководитель эстрадной студии МГУ «Наш дом». В 1964 году начал работать во Всероссийском гастрольно-концертном объединении (ВГКО), преобразованном в январе 1965 года в Москонцерт, в качестве музыкального руководителя ансамбля с артистами эстрады: Г. Великановой и М. Бернесом.
C осени 1965 года начал организовывать музыкальный коллектив. В конце осени 1967 года, утвержден приказом директора Москонцерта Домогаровым Ю. Л. о создании нового музыкального коллектива — одного из первых в СССР вокально-инструментального ансамбля — «Весёлые ребята».
В начале 1975 года Павел Слободкин пригласил в ансамбль молодую певицу Аллу Пугачёву. Итогом этого творческого содружества стала победа (Гран-при) Аллы Пугачёвой на международном конкурсе эстрадной песни «Золотой Орфей» Болгария в 1975 году с песней «Арлекино», которую обработал и аранжировал Павел Слободкин и блистательно исполнила Алла Пугачёва. Эта песня принесла ей Всесоюзную популярность. В 1975 году ансамбль «Весёлые ребята» записал для Пугачёвой первую сольную пластинку (миньон).

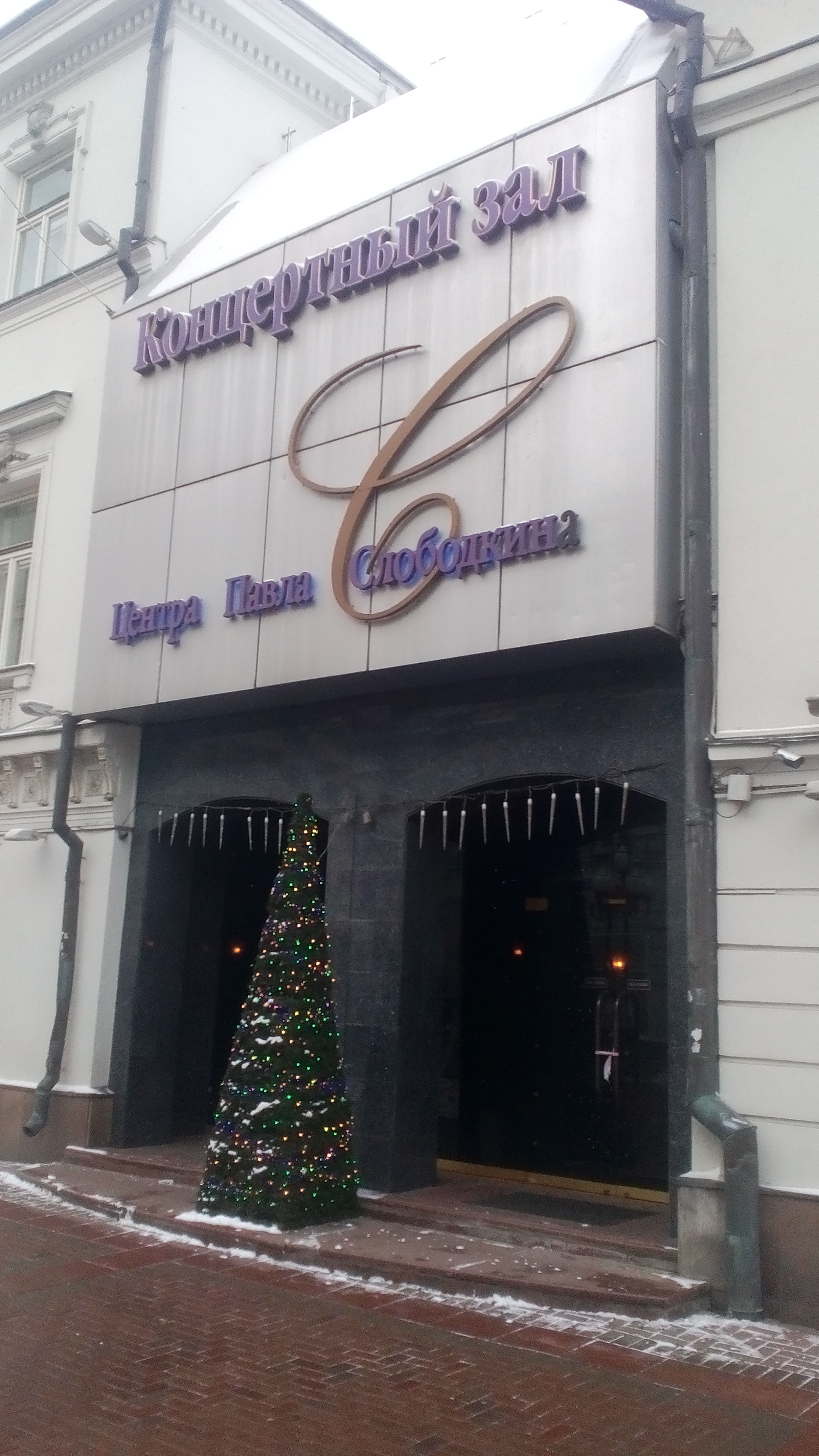
Концертный зал Центра Павла Слободкина на Арбате

В 1981 году ансамбль «Весёлые ребята» выступил на Всесоюзном фестивале на лучшее исполнение поп-музыки «Ереван-1981» и был удостоен главного приза фестиваля. В 1984 году ансамбль принял участие в программе «Дни культуры Москвы» в Финляндии. В 1985 году ансамбль «Весёлые ребята» принимает участие в международном конкурсе эстрадной песни «Братиславская лира», становится лауреатом и обладателем «Гран-при» за песню «Бродячие артисты» (Л. Варданян — И. Шаферан), аранжировка П. Слободкина. В 1985 году принимает участие в культурной программе Всемирного фестиваля молодёжи и студентов в Москве. 
В 1988 году за большие заслуги в области музыкального искусства Министерство культуры СССР и Министерство культуры РСФСР утвердили ансамблю «Весёлые ребята» статус музыкального театра, гастроли в Чехии, Словакии и Венгрии. В 1991 году ансамбль в шестой раз становится лауреатом Всесоюзного песенного фестиваля «Песня года» и отмечает своё 25-летие серией концертов в Москве, Киеве, Ленинграде. В 1995 году создает музыкальный спектакль «Али-Баба и сорок разбойников». Премьера состоялась в театре имени Е. Вахтангова в ноябре. За эту работу композитор Павел Слободкин награждён премией Москвы в области литературы и музыки в 1996 году.
В марте 1995 вместе со своим братом Дмитрием Слободкиным, начал организовывать театрально-концертный центр. В 2001 году завершил строительство Московского театрально-концертного центра Павла Слободкина c камерным залом на 600 мест. Церемония открытия Центра состоялась 1 февраля 2002 года.
В 2003 году вместе с ансамблем «Весёлые ребята» награждён руководством фирмы Мелодия «Золотым диском».
В 2006 году завершил работу над мюзиклом «Волшебная лампа Аладдина», премьера состоялась в ноябре в театре имени Р. Симонова. С 2007 года Павел Слободкин начал выпускать архивные записи ансамбля «Весёлые ребята», выпустив с 2007 по 2010 год 9 CD c записями ансамбля, а также 9 CD c записями 27 концертов В. А. Моцарта в исполнении народного артиста России М. Воскресенского и московского камерного оркестра Центра Павла Слободкина.
8 августа 2017 года Павел Слободкин скончался в Москве на 73-м году жизни после продолжительной болезни. С его смертью ансамбль «Весёлые ребята», который он возглавлял более 50 лет, прекратил своё существование.

Могила Слободкина

Прощание состоялось 10 августа 2017 года в домовом храме Московского Подворья Свято-Троицкой Сергиевой лавры. Похоронен на Кунцевском кладбище Москвы.
Был женат на Лолите Львовне Кравцовой (род. 29 декабря 1958) из Одессы, гражданке Украины.

#### Преподавательская деятельность
В 1981—1996 годах Павел Слободкин преподавал в ГИТИСе как музыкальный руководитель актёрского и режиссёрского курсов, создатель курса лекций — «Музыкальные жанры на эстраде» и «Основы звукорежиссуры и звукозаписи».

## Награды и звания
- Почётное звание «Заслуженный артист РСФСР» (28 августа 1989 года) — за большие заслуги в области советского искусства[11]
- Почётное звание «Народный артист Российской Федерации» (14 июля 1993 года) — за большие заслуги в области искусства[12]
- Орден Дружбы (10 октября 2002 года) — за многолетнюю плодотворную деятельность в области культуры и искусства[13]
- Знак отличия «За безупречную службу городу Москве» XXX лет (29 апреля 2005 года) — за многолетнюю плодотворную деятельность на благо столицы и её жителей[14].
- Орден «За заслуги перед Отечеством» IV степени (29 мая 2006 года) — за большой вклад в развитие отечественной музыкальной культуры и многолетнюю творческую деятельность[15]
- Благодарность Президента Российской Федерации (22 ноября 2011 года) — за большие заслуги в развитии отечественной культуры и многолетнюю плодотворную деятельность[16].
- Орден Почёта (4 апреля 2015 года) — за заслуги в развитии отечественной культуры и многолетнюю плодотворную деятельность[17]